# Camponotus custodulus
Camponotus custodulus är en myrart som beskrevs av Carlo Emery 1911. Camponotus custodulus ingår i släktet hästmyror, och familjen myror. Inga underarter finns listade.